# Place Jean-Lauprêtre
La place Jean-Lauprêtre est une voie publique située dans le 12e arrondissement de Paris, dans le quartier de Picpus.

## Situation et accès
Elle est située à l'angle de la rue de Reuilly et de la rue Érard, non loin du boulevard Diderot. La majorité de cette petite place est occupée par un jardin clos arboré. 
La station de métro la plus proche est Reuilly-Diderot (lignes 1 et 8). 

## Origine du nom
Elle porte le nom de Jean Lauprêtre (Cronat, 1897 – Paris, 1989), cheminot, syndicaliste, résistant, conseiller général communiste de la Seine en 1945, réélu en 1947, et conseiller municipal de Paris de 1949 à 1965. Il est le père de Julien Lauprêtre, résistant et qui fut président du Secours populaire français (SPF) de 1958 jusqu'à sa mort en 2019.

## Historique
La place est créée et prend sa dénomination actuelle sur l'emprise des voies qui la bordent à la suite de l'arrêté municipal du 23 juin 2005, Bertrand Delanoë étant maire de Paris.

## Bâtiments remarquables et lieux de mémoire
Aucun bâtiment n'est numéroté sur cette place. L'unique bâtiment donnant sur la place, l'immeuble faisant l'angle entre les rues Reuilly et Érard a son entrée au no 36 de la rue Érard.